# موش کور بزرگ
موش کور بزرگ (نام علمی: Mogera robusta) نام یک گونه از سرده موش کورهای ژاپنی است.